# Lejogaster metallina
Lejogaster metallina là một loài ruồi trong họ Ruồi giả ong (Syrphidae). Loài này được Fabricius mô tả khoa học đầu tiên năm 1777. Lejogaster metallina phân bố ở vùng Cổ Bắc giới